# Those Who Hunt Elves
Those Who Hunt Elves (яп. エルフを狩るモノたち, укр. Ті, хто полюють на ельфів) — японська манґа та створений в 1996 році студією «Group TAC» аніме-серіал про пригоди трьох шукачів пригод та ельфійського мага. Серіал був ліцензований для показу в Північній америці компанією ADV Films, та вийшов на VHS та DVD.

## Сюжет
Історія починається в сучасній Японії, де зустрічаються абсолютно незнайомі між собою персонажі: каратист та силач Дзюмпей, всесвітньо відома актриса Айрі та Ріцуко, звичайна школярка, яка володіє прекрасним знаннями з вогнепальної зброї та вміє керувати різноманітною технікою.
Раптово вони переміщуються в новий і невідомий фантастичний світ, де зустрічають володарку ельфів — могутню чарівницю Селсію. Оскільки Селсії вельми неприємно побачити незнайомих чужоземців в її світі, аби позбавитися від них, вона вирішує допомогти їм повернутися назад в Японію. Але, оскільки Селсія не бажає, щоб інші ельфи дізналися, що вона допомагає чужоземцям — перетворюється на собаку для маскування. В ході магічного обряду, призначеного для відкриття порталу між світом ельфів і Японією, Селсія майже досягає своєї мети, але тут незграбний Дзюмпей раптово псує все діло. Оскільки Селсія використовувала стародавню і вельми нестабільну магію, яка не повинна раптово припинятися в процесі заклинання, та розпадається на п'ять магічних фрагментів, які розлітаються по всьому світу ельфів. Більш того, Селсія тепер сама застряє в тілі звичайної собаки. Дзюмпей, Айрі і Ріцуко дізнаються від неї, що єдиний спосіб для них потрапити назад в Японію — знайти ці магічні фрагменти, витатуйовані на тілах молодих дівчат-ельфійок. Вони усвідомлюють, що єдиний можливий спосіб знайти їх — буквально зняти одяг з кожної ельфійки. Селсія, хоча і з небажанням, погоджується допомогти їм, оскільки вона теж не зможе перетворитися назад без магії цих фрагментів.
Так починаються пригоди «Тих, хто полюють на ельфів».

## Основні персонажі

Дзюмпей Рюдзодзі

Айрі Коріяма

Ріцуко Іноуе

Танк Тип-74 Міке

Дзюмпей Рюдзодзі (яп. 龍造寺淳平) — родом з Японії. За знаком зодіаку — Діва. Хоча йому всього 19 років, він експерт зі східних єдиноборств, переміг в шести турнірах, любить побитися навіть тоді, коли для цього немає причин. Дзюмпей упевнений, що всі проблеми легко вирішити за допомогою кулаків. Він не дуже розумний, і він перший з групи, хто викликається з легкістю знімати одяг з дівчат-ельфів. Хоча Дзюмпей грубий, невихований і трішки егоцентрічен, у нього добре серце — і він перший з групи готовий прийняти на себе вогонь ворогів (навіть якщо це привід знову вплутатися в бійку). Дзюмпей чесний борець: він ніколи не дозволить собі ударити переможеного супротивника або напасти на нього з-за рогу. Він буквально обожнює Айрі, хоча зовсім не був знайомий з нею. Його улюблена їжа — каррі (суміш дуже гострої рисово-курячої каші з хлібом).
Сейю: Томокадзу Секі
Айрі Коріяма (яп. 小宮山愛理) — за знаком зодіаку — Близнюки. Їй 24 роки. Айрі — відома і популярна актриса Голлівуду, що за іронією долі опинилася в невідомому світі разом з Дзюмпейєм та Ріцуко. Айрі справедливо вважається майстром стратегії і мозковим центром групи, і часто вимушена використовувати свої навички сцени для витягування невдахи Дзюмпея з чергової колотнечі. Хоча вона ймовірно і обізнана, що Дзюмпей є її величезним шанувальником, але не відповідає йому взаємністю, і ймовірно, більш за всіх з групи бажає потрапити назад в Японію.

Сейю: Мітіе Томідзава
Ріцуко Іноуе (яп. 井上律子) — за знаком зодіаку — Риби. Ріцуко наймолодша учасниця групи «Тих, хто полює на ельфів», їй лише 17 років. Ріцуко має довге руде волосся і носить шкільну форму. Любить навчання і трохи сором'язлива. Вона звичайна школярка, хоча з незвичайними інтересами. Ріцуко майстер стрільби зі всіх типів вогнепальної зброї, але віддає перевагу гвинтівці з оптичним прицілом. Вона з легкістю водить танк Тип-74 (який є головним засобом пересування групи) і є головним механіком. Ріцуко ймовірно найдбайливіша і неконфліктна з групи, і завжди прагне загасити суперечки Дзюмпейя тя Селсії. Ріцуко воліє проводити вільний час разом з Дзюмпейєм, хоч би лише для того, щоб послухати його довгі розповіді про виграні ним турніри.

Селсія Мері-Клер

Сейю: Юко Міямура
Селсія Мері-Клер (яп. セルシア・マリクレール) — за знаком зодіаку — Півмісяць Місяця (за ельфійським зодіаком). Вона високого росту та блондинка. Селсія найзагадковіший персонаж групи «Тих, хто полює на ельфів». Справжній вік Селсії невідомий. Вона — головна чарівниця всіх ельфів її світу. Хоча на перший момент вона здається вельми зібраною і спокійною, вона швидко втрачає терпіння. Селсія трохи холодна і приховує свої справжні відчуття. Їй дуже не подобається Дзюмпей і вона часто свариться з ним. Можливо тому, що Дзюмпей зірвав її магічне заклинання, через що вона перетворилася на собаку. Крім того, Дзюмпей сильно сумнівається в магічних здібностях Селсії, любить піддражнювати її, і не боїться висловлювати їй свою справжню думку.
Сейю: Міцуїсі Котоно
Міке (яп. ミケ) — був найзвичайнішим домашнім котом. Коли він помер, його дух з невідомої причини перемістився в танк Тип-74 і застряг там. Міке, не зважаючи на своє переродження в танк, все-таки залишається котом і по старому боїться собак і води. Міке є головним засобом пересування для Дзюмпейя, Айрі, Ріцуко та Селсії.
Сейю: Еріко Кавасакі

## Аніме

### Список серій аніме
Всі серії аніме були випущені на 4 DVD. Перший сезон — Those Who Hunt Elves (2 DVD), Другий сезон — Those Who Hunt Elves 2 (2 DVD)
| Those Who Hunt Elves | Those Who Hunt Elves 2 |
| Диск 1 — Ready, Set, Strip! Episode 1 — Those Who Hunt Elves Attack. Episode 2 — An Invincible Team is Formed. Episode 3 — The Red One or the Blue One? Episode 4 — The Search for the 1000th Fighter. Episode 5 — The Addition of the Fifth Fiend. Episode 6 — The Most Horrible Spell of All Time. Диск 2 — Elf Stripping For Fun and Profit Episode 1 — Catch Me in a Field of Flowers. Episode 2 — To The End of This World and Beyond. Episode 3 — Let The Maiden Dance in Beauty. Episode 4 — The Elf Who Couldn't Undress. Episode 5 — No Tomorrows for The Captured. Episode 6 — And Yet Those Who Still Hunt Elves. | Диск 3 — Forgive Me for Stripping You Episode 1 — Those Who Fish Elves. Episode 2 — Those Who Wipe. Episode 3 — Those Who Have Been Animal Cursed. Episode 4 — Those Who Manipulate Heaven and Earth. Episode 5 — Those Who Bean. Episode 6 — Those Who Are Entrapped. Диск 4 — Still Stripping After All These Years Episode 1 — Those Who Hunt Wolves. Episode 2 — Those Who Protect Elves Sometimes. Episode 3 — Those Who Wait for Noel. Episode 4 — Those Who Fight for the Spotlight. Episode 5 — Those Who Dream. Episode 6 — Those Who Still Hunt Elves. |

### Музика
Those Who Hunt Elves
Вікриваюча тема:
- «Angel Blue»
Голос — Хамасакі Наоко
Аранжування — Кірую Чіхіро

Закриваюча тема:
- «The Genius Comes At The End» (яп. 天才は最後にやってくる)
Голос — Тадано Натсумі
Аранжування — Тсутсумі Хідекі

Those Who Hunt Elves 2
Вікриваюча тема:
- «Round11»
Голос — Хамасакі Наоко
Аранжування — Кірую Чіхіро

Закриваюча тема:
- «To a Place Beyond Miracles» (яп. 奇跡の向こう側へ)
Голос — Хамасакі Наоко
Аранжування — Тсутсумі Хідекі

## Різниця між аніме та манґою
- У манзі, Ріцуко носить майже такий же плащ, що і Айрі, і її шкільна форма зовсім іншого крою.
- У аніме, Дзюмпей, Айрі і Ріцуко знаходять свій 1-й магічний фрагмент біля ока дівчини-ельфа, в манзі — він же показаний витатуйований прямо на її грудях.
- У аніме, не зовсім точно показується перевтілення Міке в танк, в манзі — Дзюмпей говорить що колись Міке був перетворений одним магом з кота у ведмедя. Міке хотів налякати Дзюмпейя своїм виглядом, але той, не знаючи хто це насправді, сильно поранив ведмедя-міке і кинув його тіло в річку. У річці, стояв старий танк Тип-74, і дух Міке вирішив переселитися в нього.

## Деякі факти
- Танк в який вселився дух кота Міке — Тип 74, є копією справжнього танка що стояв на озброєнні Сил самооборони Японії з 1975 року — до середини 1990-х . Виробником танка Тип-74 була компанія Mitsubishi Heavy Industries.

### Цитати персонажів
- Дзюмпей — «Бачиш? Як я завжди вам і говорив, один з цих днів, всі дівчата-ельфи будуть якраз просити мене зняти їх одяг».
- Айрі — «Це ще не пекло. Якби це було пекло, то тут би була моя мама».
- Ріцуко — «Не знаю. Може жінки і справді з Венери, але Дзюмпей прибув до нас з Урана».
- Селсія — «Я вкрита потом. Я вкрита брудом. Чорт… я вкрита ШЕРСТЮ!».